# Bunia
Cet article possède des paronymes, voir Bougna, bougnat et Bunya.
Bunia est une ville de république démocratique du Congo. Elle est le chef-lieu de la province de l'Ituri. Elle est située dans le nord-est du pays non loin du lac Albert, qui fait la frontière avec l'Ouganda.
Elle est subdivisée en 3 communes urbaines et compte 25 quartiers.

## Histoire

### Pendant la période coloniale
Durant la rébellion Simba, elle est sous le contrôle rebelle et libérée par une colonne de mercenaires le 30 novembre 1964.

### Événements en 2002 et 2003
Lors de la deuxième guerre du Congo, Bunia et son district sont le théâtre d'affrontements entre milices opposées. Lors de ce conflit d'Ituri, en août 2002, des exactions sont commises lorsque des combattants Lendu et Bira attaquent des groupes de  Hema dans le quartier de Muzipela. Après la prise de la ville par l’Union des patriotes congolais (UPC), dans les quartiers nord de la ville à majorité Hema :  Mudzipela, Bigo I, II, III et Saio, des maisons appartenant aux Bira et aux Lendu ont été saccagées et des habitants des communautés Lendu, Bira et Nande tués par un groupe d’autodéfense de l’UPC Hema instigué par le général Bosco Ntaganda. De mars à juin 2003 a eu lieu ce qui est désormais connu comme la bataille de Bunia au cours de laquelle des opérations de nettoyage ethnique ont eu lieu.
En juin 2003, une force européenne sous commandement français, l'opération Artémis, se déploie à Bunia afin de sécuriser l'aéroport (code AITA : BUX) et le centre ville. Cette opération a vu le déploiement de plus de 1 800 militaires provenant d'une dizaine de pays.

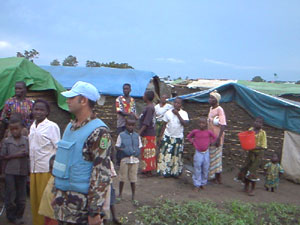
Personnes déplacées à Bunia en octobre 2004

Cette opération d'initiative européenne (EUFOR) avait pour objectifs de stabiliser les conditions sécuritaires et d'améliorer la situation humanitaire en attendant que la Mission de l'Organisation des Nations unies en république démocratique du Congo (MONUC) ne renforce son dispositif dans la région.

### Troubles à Bunia en 2012
La prise de Goma par le Mouvement du 23 mars (M23) en 2012 a provoqué des troubles majeurs dans la ville de Bunia dirigés contre les organisations humanitaires et la MONUSCO.

### Événements du4 septembre 2020
Le 4 septembre 2020 plusieurs dizaines de combattants de la milice lendu Coopérative pour le développement du Congo (Codeco) font irruption dans le centre de la ville de Bunia. Ni les Forces armées de la république démocratique du Congo (FARDC), ni la Monusco n'interviennent militairement. La Codeco exige la libération des miliciens détenus dans la prison de Bunia. Après négociation, les miliciens quittent la ville avec des réserves de nourriture donnée par l'armée,,.

### Intervention de la MONUC

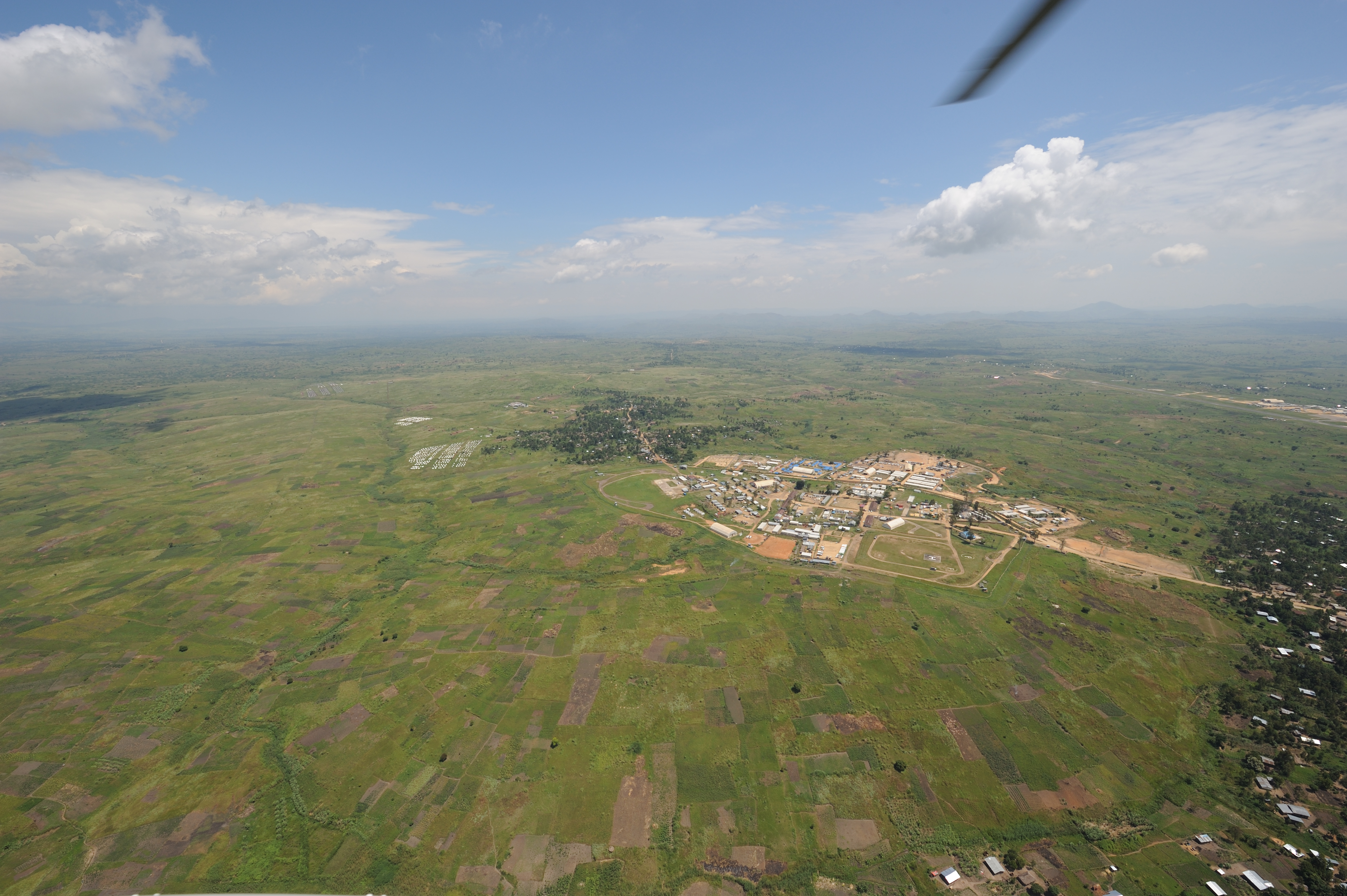
Vue sur la base des Nations unies

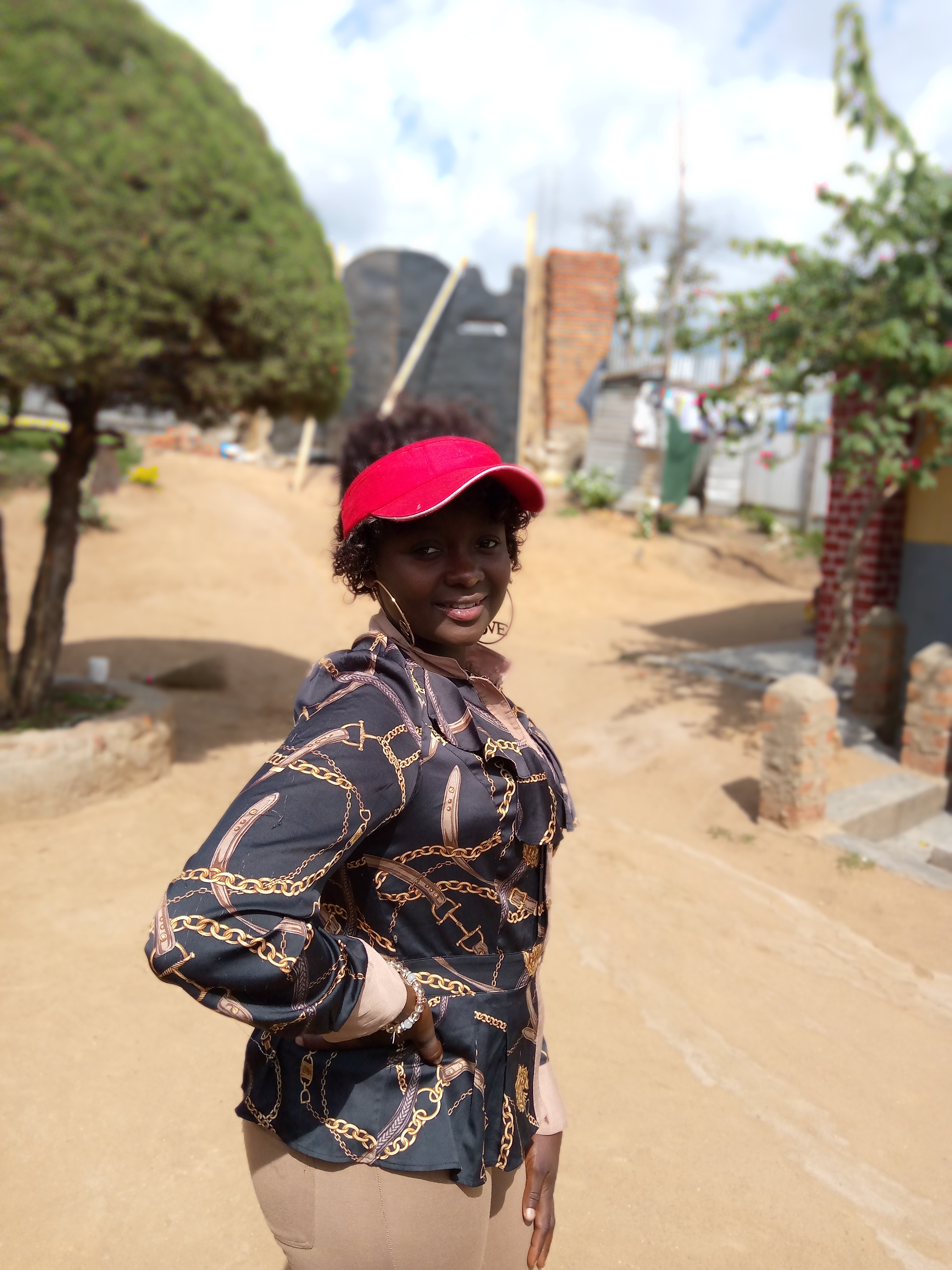
Avenue Gety (Ville de Bunia)

Bunia devient la base d'une mission de maintien de la paix des Nations unies en Afrique, la Mission de l'Organisation des Nations unies en république démocratique du Congo (MONUC). Elle installe son quartier-général dans le nord de la république démocratique du Congo. Le 1er juillet 2010, la MONUC devient la MONUSCO.

## Géographie

### Relief
La ville de Bunia est limitée à l'est par une chaîne de montagnes monts Bleus, une chaîne de montagnes qui se trouve sur un plateau à environ 30 km à l'ouest du lac Albert, dans la vallée du Rift.

### Sol
La ville a un type de sol sablo-argileux plus ou moins fertile. On y cultive le manioc, maïs, haricot, soja, les patates douces et les cultures maraîchères au bas fond à proximité de la ville. La ville est ravitaillée en produits vivriers depuis les villages du territoire de Djugu et d’Irumu, se situant à quelques dizaines de kilomètres de cette dernière. Avec les exactions des groupes armés dans les territoires de Djugu, Irumu et Mambasa; la ville est ravitaillée en vivres par des pays voisins, notamment l'Ouganda et le Kenya. Cette crise a commencé à la fin de 2017.

### Situation

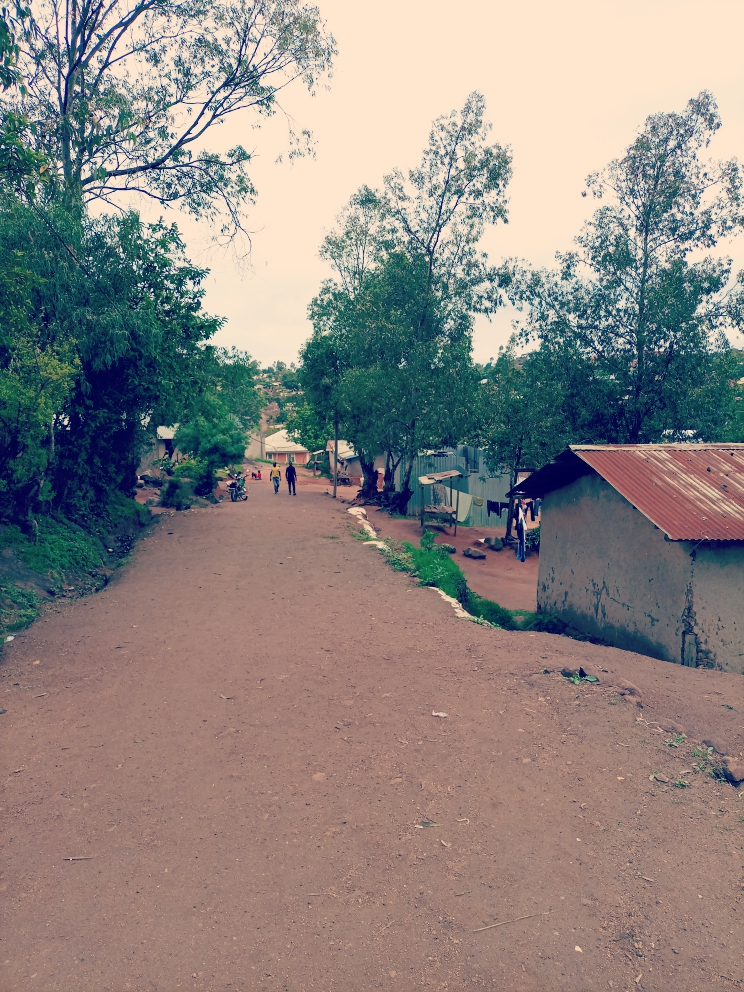
Avenue Similiki dans le quartier Sukisa.

En 2013, la ville de Bunia obtient son statut de ville à la suite du décret No 013/022 du 13 juin 2013 du Premier Ministre. La ville de Bunia est séparée du territoire d'Irumu lors du demembrement des provinces effectué en 2015. Elle avait déjà été une cité dans ce territoire créé par l’Administration coloniale vers 1949.
Aujourd'hui, elle est limitée au nord par la collectivité, chefferie de Baboabokoe tronçon Mudzipela, à l’est par la chefferie de Bahema Banywagi tronçon Mandro et Zumbe, à l’ouest par les collectivités de Bahema d’Irumu et au sud par Baboabokoe axe Dele.
Elle est constituée de 25 quartiers qui comptent dans leur ensemble 309 avenues. Le boulevard de Libération (route principale) long de 7,5 km la traverse du sud au nord. 1,5 km environ du boulevard sont asphaltés tandis que le reste est en terre battue.

### Coordonnées géographiques
- Latitude : 29°52’ Est
- Longitude : 120 27’ Nord
- Altitude moyenne :  1250 m
- Pluviométrie : 1000 à 1200 mb/an
- Sa superficie est de : 830 km²

## Environnement

### Climat
La ville de Bunia a un climat tropical humide. La saison de pluie qui commence à mi-Mars et prend fin au mois de Juin et pour reprendre vers mi-Août jusqu'à début Décembre. La saison sèche c'est de Juillet à mi- Août mais aussi de mi-décembre jusqu'à début Mars, avec une température qui varie de 20°C à 33°C.

### Hydrographie
La ville est traversée par trois rivières, la rivière Nyamukau au centre, qui sépare une partie de la cité du côté Nord-Sud et se jette dans la rivière Ngezi, qui à son tour sépare la ville du quartier de Mudzipela, se situant vers le côté Nord-Ouest et se jette elle aussi dans la Shari à trois kilomètres de la ville. La ville compte également plusieurs cours d’eau de plus faible importance.

### Évolution
La dégradation de l'environnement dans la ville de Bunia touche 3/4 de la ville à la suite de la destruction des arbres avec comme conséquences : les vents qui emportent souvent les toitures de plusieurs maisons, des écoles et des églises. En outre, la pollution des eaux et de l'air est estimée à environ 20 % à cause des eaux usées, 10 % de l'air pollué, 10 %  due à la prolifération des fours à briques, des groupes électrogènes, des véhicules et des motos.

## Démographie
Bunia est un centre urbain où l'on trouve plusieurs tribus originaires de différentes provinces et différents territoires : les Biras, les Walendu Bindi (Ngiti, Lendu-Bindi ou Lendu sud), les Hema, les Gegere (les Hema Nord), les Nande, les Lendu, les Nyali, les Alur, les Lugbara, les Lese, les Kakwa, les Ndoo, les Ukebu, les Kalikoo. A cela s'ajoute de personnes de race blanche de différents pays notamment les français, les Népalais, les belges et tant d'autres. Si certains quartiers de Bunia sont multiethniques, il existe des aires de peuplement dans la ville. Les Hema vivent plutôt dans les quartiers Nord, comme Muzipela, Bakongolo, Bigo et Ngezi. Les Bira peuplent essentiellement les quartiers de Dele et de Hoho dans la commune de Mbunya. Les Nande sont très présents dans le quartier commerçant de Yambi Yaya, Hoho, Dele.
Suivant l'histoire de la ville de Bunia, les Bira sont les premiers occupants de la ville. Ils s'y sont installés avant l’époque coloniale. Les autres ethnies citées viennent de différentes chefferies du territoire d’Irumu, Djugu... Après la création de cette cité dans le territoire à l’époque coloniale, plusieurs autres tribus arrivèrent et s’y installèrent. En 1951, la population s'élevait à 5 323 habitants. Cette cité a pris l’élan sur tous les plans socio-économique par la venue massive du peuple Nande à tel point que la ville est devenue un centre administratif et commercial multi-culturel pour toute la province de l’Ituri. Rappelons que Bunia est le chef-lieu de la province de l'Ituri depuis le démembrement de la grande orientale à 2017.
Entre 2005 et 2008 et de 2017 jusqu'à nos jours, la population de Bunia a presque triplé. Les raisons principales de cette croissance seraient : 
- les déplacés internes fuyant les combats dans la province
- le solde naturel positif (les naissances)
- l'arrivée d'une nouvelle population.

## Culture

### Langues parlées
Les langues les plus parlées dans la ville de Bunia sont le swahili, le lingala et le français. Plusieurs langues locales sont aussi parlées dans la ville, comme le bira, le hema et le kinande.
Le français est parlé en majorité par la population la plus instruite.

### Sport
Comme partout en Afrique, le football reste la plus grande activité sportive de la ville de Bunia . Bunia compte plusieurs clubs de football. Concernant les installations sportives, la ville de Bunia possède deux stades de football, à savoir : le stade Amani qui se trouve au quartier Sukisa et le stade de Kindia qui se trouve au quartier portant le même nom . Parmi les équipes de football de la ville de Bunia, on peut citer les deux clubs populaires: le FC Mont Bleu, Gambela, Salongo, Ouragan et le FC Eldorado.

## Économie

### Principaux opérateurs économiques
La ville compte 2634 petites et moyennes entreprises qui sont en activité dont 84 comptent parmi les grands opérateurs économiques (importateurs et exportateurs ayant un chiffre d’affaires de plus de 500 000 $). 5 supermarchés sont présents dans la ville. Parmi ces 2634 PME, 921 sont informelles et ne contribuent pas au paiement des taxes et impôts. Elles sont qualifiées de « PME récalcitrantes ». Les grands opérateurs économiques importent leurs marchandises de l’Ouganda, de la Chine, du Kenya (Nairobi), de Dubaï… via la douane de Mahagi, Aru et le port Kasenyi-Tchomia sur le lac Albert au sud du territoire. Ces marchandises sont ensuite détaillées et vendues dans les autres territoires voisins de la ville après leurs entreposages.

### Grandes entreprises locales
Parmi les grandes entreprises locales se trouvent : 
1. Abattoir industriel de Bunia, en baisse d’activités
2. Menuiserie semi industrielle d’Alfajiri
3. Sokimo/Electrokimo
4. Fondation agropastorale de l'ancien gouverneur Jean Bamanisa Saidi
5. Usine d’eau minérale Canaan water, Risac, La Vie…
6. Usine à goudron de la société I&I, Safricas et Mont Gabaon

Ces entreprises locales sont les plus importantes. La Sokimo existait depuis l’époque coloniale et elle est responsable de la production d’or et de l’énergie électrique dans l’ensemble de la province. A un moment, elle était en activité dans le secteur d’électricité seulement et fonctionnait très difficilement à cause de manque de financement, étant incapable de fournir une électricité stable et permanente car la centrale qu’elle exploitait, n’avais jamais été modernisée ni réhabilitée comme il fallait. Elle parvenait donc très difficilement à desservir la ville de Bunia en électricité. A 2024, est née la société Greentech qui est un partenariat stratégique entre Southern Energy DRC, qui développe et exploite des actifs de production, de transmission et de distribution d'électricité en Afrique, et Sokimo (Société Minière de Kilomoto, cette dernière va augmenter la capacité de la production du courant, modernisé les équipements, distribué le courant électrique par le système de compteur. L’abattoir industriel de Bunia fut le deuxième en Afrique après celui du Cameroun à l’époque de Mobutu mais aujourd’hui, il reste ce qu’il est, sans électricité ni système d’adduction en eau d’usage. Cet abattoir fut l’unique dans ce pays et approvisionnait presque toute la république en viandes de bœuf, de porc… voire les poissons du lac Albert qui étaient conservés dans ces chambres froides. Il reste utile pour la ville de Bunia seulement, avec quelques pièces qui fonctionnent et très difficilement. Une grande usine de production d’eau potable est déjà installé  dans la ville, usine privée  appartenant à la fondation Rubuye. Cette usine représente un moyen sûr de lutter contre l’importation d’eau venant de l’Ouganda et favorise l’emploi aux jeunes.

### Les grands hôtels de la ville
La ville de Bunia regorge plusieurs hôtels et Guest-House captivants dont nous pouvons citer : Mia (HM), De la Province (HDP), Gold Star (HGS), Emman Guest House (EGH), Byak (HB), Hôtel La Casa ou Hôtel Kirikou (HK), Karibuni, Caroli, Executive Lodge, etc.

### Espaces
Depuis un certain temps, la ville de Bunia s'épanouit et connait une création de nouveaux espaces pour les divertissements, organisation de mariage, célébration d'anniversaires, cérémonie funèbres et autres loisirs. Nous trouvons par exemple : Espace vert, Petit paris, Kingakati, Charlie décor, Balidja décor, Espace 3000ans, Grand Monde, Bungalow, Hongkong city, Imperial Beach, Rehema plazza, Reboboth, Gare du nord, etc.

## Marché de sauterelles
À Bunia vers la fin de l'année (novembre et décembre), il y a l'apparition des insectes migrateurs appelés sauterelles, Manyonyo à Bunia
Ces insectes saisonniers très aimés et consommés par la population locale, s’abattent sur la ville et dans toute la région, offrant ainsi un commerce occasionnel à de nombreuses femmes et hommes de Bunia qui font de bonnes affaires dans les places publiques en vendant ces derniers à Bunia.

## Santé

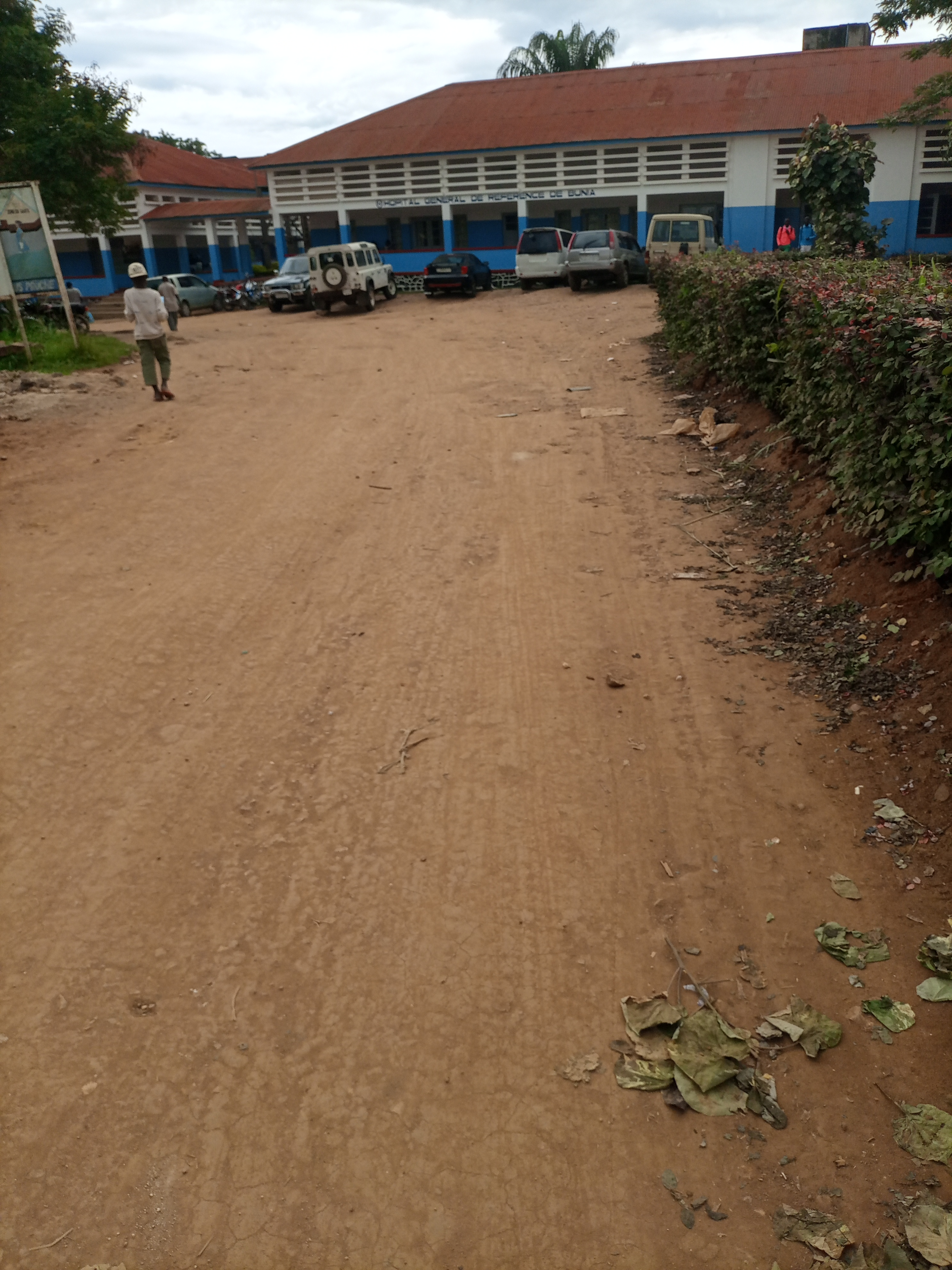
L'un des pavillons de l'Hôpital général.

La ville de Bunia dispose de 14 hôpitaux et de 17 centres de santé.
La ville de Bunia dispose d'une zone de santé se retrouvant dans le quartier Bigo. Et une autre zone de santé urbano-rurale de Rwampara qui couvre la partie Sud-Ouest de Bunia. Signalons également la présence de la division provinciale de la santé « DPS » au sein de la ville.
La Zone de santé de Bunia dispose d’un HGR, de 14 hôpitaux et de 17 centres de santé. La distance moyenne entre les domiciles et les structures de santé varie entre 0,2 et 5 km. L’HGR date de l’époque coloniale  et a des infrastructures en dur et toutes sont en bon état ainsi que les dix-sept centres de santé bien que certains d’entre eux sont en pisé. L’HGR a une capacité d’accueil de 176 lits installés avec des services de médecine générale, pédiatrie, gynécologie… 31 médecins et 427 infirmiers sont disponibles pour l’ensemble de la zone de santé. Dans cette zone, les populations trouvent facilement les médicaments grâce aux différentes ONG intervenant dans ce secteur notamment ; Memisa Belgique, Povic Usaid, Msf Suisse… qui approvisionnent la zone puis cette dernière distribue aux centres de santé. Ce sont principalement les médicaments contre le paludisme, la typhoïde, la diarrhée ainsi que le VIH. Dans cette zone, il existe également beaucoup de pharmacies privées qui rendent disponibles, du paludisme et de typhoïde coûtent moins cher, avec 5000Fc, on peut traiter seules ces maladies citées à la maison sauf en cas grave (cas d’hospitalisation).
De ces centres et/ou cliniques, les plus remarquables sont : Elikya, Salama, Clinique Universelle, Marie Claire (Mpabenda), Karibuni, Top Santé (Bomoi), Pédiatrie, etc.
L’approvisionnement des médicaments pour la zone de santé se fait aussi au niveau de la Cadimebu « central d’approvisionnement et de distribution des médicaments de Bunia » la seule source où s’approvisionnent ses zones de santé officiellement, parfois sur le marché noir en cas d’indisponibilité de certains produits spécifiques.

### Pandemie et épidémie
La maladie à Virus Ebola (MVE)
Le 12 février 2019, la ville enregistre son tout premier cas de maladie à virus Ebola à la clinique Salama,
La Covid-19
La ville de Bunia (Ituri) a enregistré jeudi 2 avril son premier cas de coronavirus. L’Institut national de recherche biomédical (INRB) qui l’a annoncé a donné 11 nouveaux cas confirmés de la pandémie sur l’ensemble du pays. Ce qui porte à 134 cas le cumul dont 13 décès.
La province de l’Ituri était déjà touchée. Un cas était enregistré la semaine dernière au village de Nyakunde, dans le territoire d’Irumu. Il s’agit d’un creuseur minier qui a été mis en quarantaine.

## Éducation

### Éducation nationale et Nouvelle Citoyenneté
La ville de Bunia compte 252 écoles dont 130 écoles secondaires et 122 écoles primaires avec un total général à peu près 44840 élèves.
Parmi ces écoles, nous pouvons citer :
1. IDAP-ISP/BUNIA
2. Complexe Scolaire Jean-Marie de Lamenais
3. Complexe Scolaire La Racine
4. Complexe Scolaire Emanuel
5. Complexe Scolaire Elikya
6. Complexe Scolaire Bakita
7. Complexe Scolaire de Bunia, communement connu sous le nom Kabengele
8. Complexe Scolaire Nelson Mandela[22]  1 et 2
9. Complexe Scolaire Shalom de Bunia[23]
10. Complexe Scolaire Mont-Bleu 1 et 2
11. Complexe Scolaire Okapi 1 et 2
12. Complexe Scolaire Bilingues le Méssager
13. Complexe Scolaire Fabia
14. Complexe Scolaire Leopold-Ville
15. Complexe Scolaire Notre-Dame de Grâce de Bunia[24]
16. Ecole d'Application du CEPROMAD de Bunia

### Enseignement supérieur
La ville de Bunia dispose d'institutions publiques : 
Institutions publiques
- UNIBU (Université de Bunia)[25]
- ISTM (Institut supérieur des techniques médicales) Bunia
- ISTM nyakunde (Institut Supérieur des Techniques Médicales) Nyakunde
- ISP Bunia (Institut Supérieur Pédagogique de Bunia)
- ISC (Institut supérieur de commerce) Bunia
- ISDR (Institut supérieur de développement rural) Bunia
- IBTP (Institut du bâtiment et des travaux publics) Bunia

Institutions privées 
- USB (Université Shalom) Bunia
- ISIG (Institut supérieur des sciences informatiques et de gestion) Bunia
- UNIC (Université du CEPROMAD) Bunia[26]
- ISTAGE (Institut supérieur des techniques appliquées et de gestion) Bunia
- ISSJ (Institut supérieur Saint-Joseph) Bunia
- Université anglicane du Congo (UAC) Bunia

## Politique

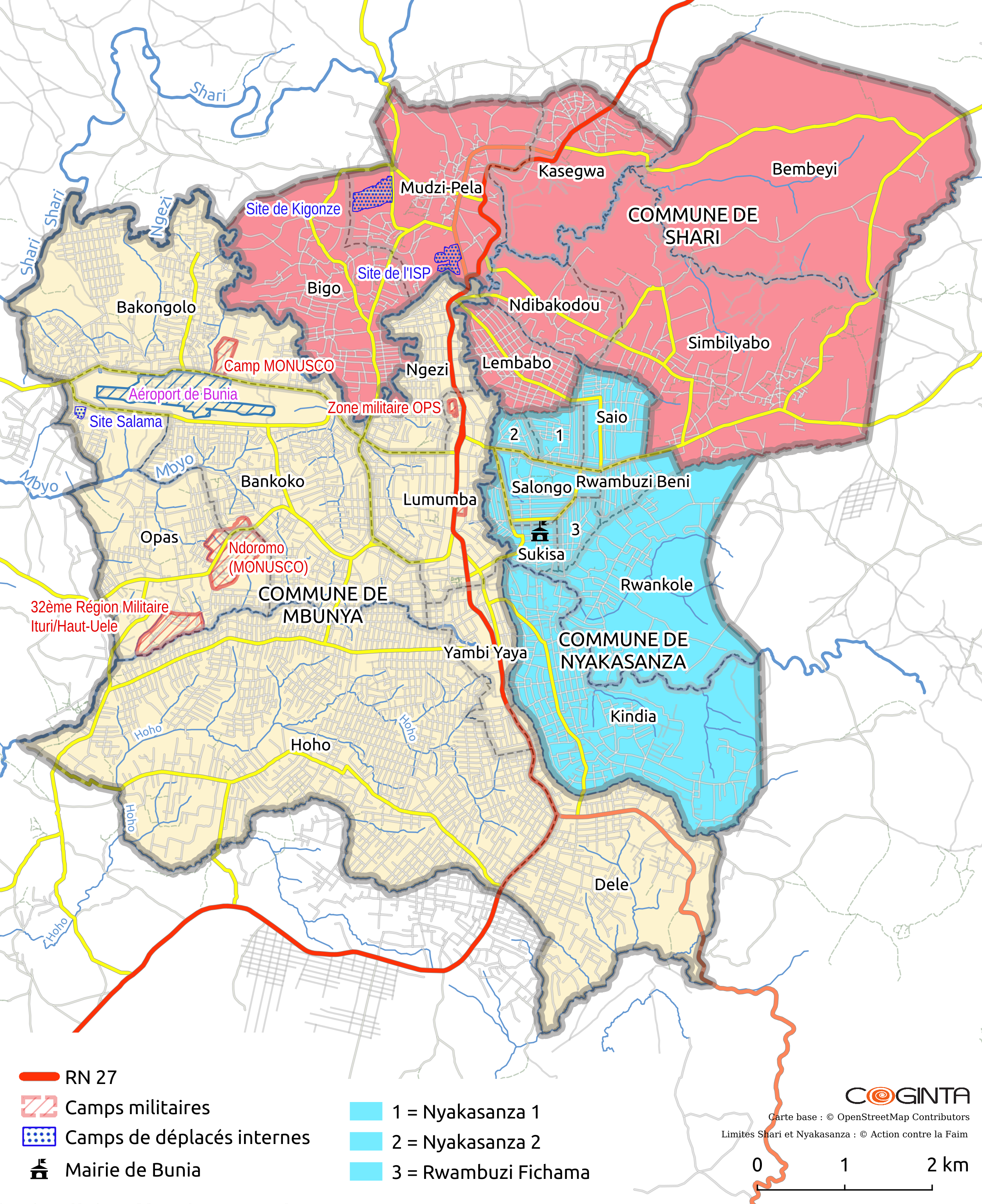
Limites administratives des communes et des quartiers de la ville de Bunia

La ville de Bunia est dirigée par un maire de la ville.
Depuis le 6 mai 2021, l'état de siège fut instauré par le président de la République Félix Tshisekedi dans la province de l'Ituri et le Nord-Kivu. Depuis cette date, Bunia est administrée par un maire de la ville policier. Le tout premier maire policier a pris ses fonctions le 20 juin 2021, il s'agit de Monsieur le commissaire supérieur John Cabwine, qui fut remplacé après sa mutation par Jeans Bosco KOLA MBUYI, jadis son adjoint, alors actuel maire de la ville de Bunia.
Chef-lieu provincial de 139 602 électeurs recensés en 2018, elle a le statut de ville constituée de 3 communes urbaines de moins de 80 000 électeurs en 2019:
- Mbunya, (64 934 électeurs, 7 conseillers municipaux)
- Nyakasanza, (32 149 électeurs, 7 conseillers municipaux)
- Shari, (42 519 électeurs, 7 conseillers municipaux)

Depuis 2013, les communes de Bunia sont subdivisées en plusieurs quartiers:
- Mbunya: Bakongolo, Ngezi, Bankoko, Opas, Lumumba, Yambi Yaya, Hoho, Dele
- Nyakasanza: Niakasanza 1, Nyakasanza 2, Nyakasanza 3, Saio, Salongo, Rwanbuzi Beni, Sukisa, Rwankole, Kindia
- Shari: Bigo, Mudzi-Pela, Kasegwa, Ndibakodou, Lembabo, Similyabo, Bembeyi

La cité est limitée:
- au Nord par la collectivité de Babobua Bukue à Miala ;
- à l'Est par la chefferie des Bahema Banyavoagi ;
- au Sud par la collectivité Babobua Bukue et Basili ;
- à l'Ouest par la collectivité Babobua Bokue de Bahema d'Irumu.

Bunia est dirigée par un maire. Les communes sont dirigées par des bourgmestres. Les différents quartiers sont chacun sous l'autorité d'un chef de quartier. Depuis 2013, Bunia a le statut d'une ville et est une entité territoriale décentralisée.

## Villages péripheriques
La ville de Bunia est entourée de plusieurs villages importants qui l'approvisionnent en denrées alimentaires. Parmi les importants villages, nous avons : 
1. Chomia et Kasenyi : approvisionne la ville de poisson
2. Komanda : approvisionnement en charbon, banane plantin, bois de chauffe, tomate, pondu et autre légumes
3. Iga Barrière (centre commercial et de négoce)
4. Walu : charbon
5. Kpandroma : pomme de terre, haricot
6. Boga et Gety : maïs, farine de manioc
7. MUzibala
8. Miyala